# 勝野竜司
勝野 竜司（かつの たつじ、1972年6月21日 - ）は、兵庫県出身の競艇選手。
登録番号3697。身長166cm。血液型B型。74期。兵庫支部所属。同期に、石渡鉄兵、辻栄蔵、守田俊介らがいる。

## 来歴
- 74期の本栖チャンプ（後のやまとチャンプ、現・養成所チャンプ）
- 1994年5月、尼崎競艇場での一般競走でデビュー（フライング）
- 1996年12月、住之江競艇場での一般競走で初優出（4着）
- 1997年12月、平和島競艇場での一般競走で初優勝
- 2000年2月、尼崎競艇場での地区選手権でG1初出場。G1初優出を飾る（5着）
- 2003年8月、唐津競艇場でのモーターボート記念競走でSG初出場
- 2005年6月、丸亀競艇場でのMB大賞でG1初優勝
- 2010年12月、住之江競艇場での賞金王決定戦シリーズ戦でSG初優出（3着）
- 2011年12月、住之江競艇場での賞金王決定戦シリーズ戦でSG初優勝[1]
- 2025年5月13日、日本モーターボート競走会に引退届けを提出し引退[2]。

## 人物・エピソード
- 2010年には年間140勝を飾り、最多勝を受賞した。[3]